# 奧連特鎮區 (愛荷華州亞代爾縣)
奧連特鎮區（英語：Orient Township）是位於美國愛荷華州亞代爾縣的一個行政鎮區。

## 地方資料
根據2010年美國人口普查的數據，奧連特鎮區的面積為91.33平方千米，當中陸地面積為91.17平方千米，而水域面積為0.16平方千米。當地共有人口572人，而人口密度為每平方千米6.26人。